# Giljarovia tenebricosa
Giljarovia tenebricosa is een hooiwagen uit de familie aardhooiwagens (Nemastomatidae). De originele naamcombinatie (protoniem) was Nemastoma tenebricosum Redikortsev, 1936). Een volgende naamrecombinatie werd gepubliceerd als Giljarovia tenebricosa (Redikortsev, 1936)) in Schönhofer 2013.